# Stephan Geisler (Maler)
Stephan Geisler (* 14. März 1968 in Bergkamen) ist ein zeitgenössischer deutscher Maler und Grafiker.

## Leben
Nach dem Studium zum Grafik-Designer an der Fachhochschule  Münster/Westfalen und dem Diplom in Illustration bei Professor Rolf Escher (1990–1995) lehrte Stephan Geisler fünf Jahre an der Universität Dortmund Grafik (1995–2000). 1998 gehörte er zu den Gründungsmitgliedern der Künstlerwerkstatt sohle 1. Seit 1998 ist er auch Dozent für Malerei und Zeichnung an der Akademie Bad Reichenhall. 
Im Jahr 2000 erhielt Stephan Geisler für seine Arbeiten den ersten Preis der Blesel Fine Art, 2009 war er Finalist des 4.DEW21 Kunstpreises. Seine Werke sind auf Ausstellungen und Messen vertreten und befinden sich vielfach in  privaten Sammlungen.
Heute arbeitet der freischaffende Künstler vornehmlich in seinem Atelier in Bergkamen.

## Kunst
Stephan Geislers Schaffen changiert zwischen den Schwerpunkten kleinformatige Zeichnung auf Papier und großformatiger Malerei. Dabei gehen beide Bereiche nicht selten ineinander über. So enthalten zum Beispiel zahlreiche seiner Arbeiten auf Holzobjekten Elemente beider Richtungen. 
Als Unterlage für seine Zeichnungen nutzt Stephan Geisler neben dem klassischen Zeichenblock vor allem Alltagspapier, wie Schulhefte, Eintrittskarten oder Verkehrstickets. 
Seine Malerei befindet sich im Spannungsverhältnis von Gegenständlichkeit und Abstraktion und zeichnet sich beständig durch eine starke Farbigkeit aus. 
Sie wird einerseits ergänzt durch Collage-Techniken auf Basis von Stoffmustern, Fotos und Zeichnungen, andererseits durch Elemente, Ziffern und Texte, die durch Schablonen eingefügt sind. Es finden sich oft auch handschriftliche Worte oder Ergänzungen. Die Vielfältigkeit der Ebenen verstärkt neben Größe und Gradation der Realität die visuelle Forderung an den Betrachter und bietet zudem Interpretationsspielraum.
Ein häufig variiertes Motiv in den Arbeiten von Stephan Geisler sind Kühe. Daneben finden sich zahlreiche Porträts und Akte, überdimensionale Männerposen aber auch Bilder einer Schwangeren. Vielfach werden darüber hinaus Alltagsgegenstände und Situationen verarbeitet, wie in den Arbeiten lüster-n (Darstellung eines Kronleuchters) oder onalds (Darstellung eines urinierenden Hundes).